# چاه گچی
کیبرچاه گچی، روستایی است دهستان کیبر کوه از توابع بخش جلگه زوزن و در شهرستان خواف استان خراسان رضوی ایران.

## جمعیت
این روستا در دهستان کیبر کوه قرار داشته و بر اساس سرشماری سال ۱۳۸۵ جمعیت آن (۱۲۸خانوار) ۶۳۲نفر
بوده است.